# Вейнберг, Леонид Борисович
Леони́д Бори́сович Ве́йнберг (25 января (6 февраля) 1849, Вильно, Российская империя — 12 (25) июня 1901, Санкт-Петербург) — российский историк и краевед.

## Биография
Леонид Вейнберг родился в Вильно; учился в Киевском университете, затем до 1891 года состоял секретарём Воронежского губернского статистического комитета.
По профессии — фармацевт. Один из ведущих историков-исследователей Воронежского края.
С 1891 года — в редколлегии «Правительственного вестника». Печатался в «Протоколах заседаний Воронежского медицинского общества», «Медицинской беседе», «Русском вестнике», «Русском архиве», «Историческом вестнике», Записках РГО, «Воронежских губернских ведомостях», «Правительственном вестнике».

## Избранное
- Материалы по истории Воронежской и соседних губерний (16 выпусков, 2 тома со словарями и указателями, 1884—1890)
- Воронежский край в историческом отношении. Вып. 1. — Воронеж, 1885.
- Город Воронеж. Исторический очерк… — Воронеж, 1886.
- Распространение христианства на Украине. — Воронеж, 1889. — 80 с.